# Günter Faßbender
Günter Faßbender (* 5. März 1929 in Mönchengladbach; † 25. März 2017 in Wesel) war ein deutscher Jurist und Verwaltungsbeamter.

## Werdegang
Faßbender stammte aus Mönchengladbach und absolvierte nach seinem Schulabschluss ein Studium der Rechts- und Staatswissenschaften. Er begann seine berufliche Laufbahn als Referendar am Oberlandesgericht Düsseldorf und legte 1958 seine zweite juristische Staatsprüfung ab. Anschließend war er als Justitiar bei einer Versicherungsgesellschaft tätig und 1960 wechselte er in die Stadtverwaltung von Duisburg. Im Jahr 1965 wurde er dort kommissarischer und 1966 fester Amtsleiter des städtischen Liegenschaftsamtes. Faßbender, der Mitglied der SPD war, wechselte im Jahr 1967 ins nordrhein-westfälische Innenministerium und wurde ein Jahr später zum Regierungsdirektor befördert. An der Spitze des Ministeriums stand in der damaligen sozialliberalen Landesregierung der FDP-Politiker Willi Weyer. Am 1. Dezember 1969 übernahm Faßbender eine leitende Funktion in der Verwaltung des Kreises Moers und wechselte dort 1971 in das Amt des Kämmerers des Kreises. Mit der kommunalen Neugliederung von 1975 ging der Kreis Moers in weiten Teilen im Kreis Wesel auf und Faßbender wurde Kämmerer des neugegründeten Kreises.
Zum 1. Oktober 1978 wurde Faßbender für eine zwölfjährige Amtszeit zum Stadtdirektor der Kreisstadt Wesel gewählt. Als solcher leitete er die Stadtverwaltung und stand auf einer Ebene mit dem Bürgermeister, der in der damaligen zweigliedrigen Kommunalverfassung jedoch vorrangig repräsentative Aufgaben hatte. In seiner bis zum 30. September 1990 dauernden Amtszeit wurden verschiedene Projekte wie die Umgestaltung des Kornmarkts umgesetzt. Als besondere Leistung galt Faßbenders Engagement für die Versöhnung mit ehemaligen jüdischen Bürgern der Stadt. Dies begann 1988 mit der Einladung aller überlebenden früheren jüdischen Bürger Wesels anlässlich des Gedenkens zum 50. Jahrestag der Novemberpogrome 1938. Im Jahr 1994 initiierte Faßbender die Gründung des Jüdisch-Christlichen Freundeskreises Wesel e.V. und war bis 2010 dessen Vorsitzender. Der Verein trieb unter anderem in Zusammenarbeit mit Schulen die Erinnerung und das Gedenken an die Zeit des Nationalsozialismus voran und pflegte Kontakte zu ehemaligen jüdischen Weseler Bürgern wie Erich Leyens und Ernest Kolman. Daneben engagierte sich Faßbender gemeinsam mit seiner Ehefrau und in Zusammenarbeit mit der Hospiz-Initiative Wesel für todkranke Menschen und gründete zu diesem Zweck eine Stiftung. Im Dezember 2013 wurde er mit dem Bundesverdienstkreuz 1. Klasse ausgezeichnet und kurz darauf mit einem Eintrag ins Goldene Buch der Stadt Wesel geehrt. Zuletzt lebte Faßbender in einem Seniorenheim im Weseler Stadtteil Feldmark, wo er im März 2017 im Alter von 88 Jahren verstarb.